# Мугулуси, Исма
Исма Мугулуси (англ. Isma Mugulusi; род. 10 октября 2003, Джинджа, Восточная область) — угандийский футболист, полузащитник клуба «Македоникос» и сборной Уганды.

## Клубная карьера
Мугулуси — воспитанник клуба «Бусога Юнайтед». В 2019 году он дебютировал в чемпионате Уганды. В 2021 году Исма перешёл в Виллу, но так и не дебютировал за клуб. В 2022 году Мугулуси подписал контракт с греческим «Македоникосом». 16 декабря в матче против дублёров «Панатинаикоса» он дебютировал во Второй лиге Греции.

## Международная карьера
В 2019 году в составе юношеской сборной Уганды Мугулси принял участие в юношеском Кубке Африки в Танзании. На турнире он сыграл в матчах против команд Анголы, Нигерии и Танзании.
10 июня 2021 года в товарищеском матче против сборной ЮАР Мугулси дебютировал за сборную Уганды.
В 2021 году в составе молодёжной сборной Уганды Мугулуси принял участие в молодёжном Кубке Африки в Мавритании. На турнире он сыграл в матчах против команд Мозамбика, Камеруна, Мавритании, Буркина-Фасо, Туниса и Ганы.
В 2023 году Мугулуси во второй раз принял участие в молодёжном Кубке Африки в Египте. На турнире он сыграл в матчах против команд ЦАР, ДР Конго и ЦАР. В поединке против центральноафриканцев Исма забил гол.